# Ricardo Elencoff
Yibdco Ricardo Elencoff Martínez (nacido en Sabá, Departamento de Colón, Honduras) es un abogado, empresario, político y directivo de fútbol hondureño.  Es Presidente del Real Sociedad y diputado en el Congreso Nacional de Honduras.

## Vida
Yibdco Ricardo Elencoff, hijo del empresario inmigrante búlgaro Boris Elencoff y de Norma Martínez. Es Abogado egresado de la Universidad Nacional Autónoma de Honduras. Actualmente preside la junta directiva del Club Deportivo Real Sociedad de Tocoa equipo de fútbol de la Liga Nacional de Honduras.

### Candidatura FENAFUTH
En 2016 fue uno de los candidatos a la presidencia de la Federación Nacional Autónoma de Fútbol de Honduras luego del polémico caso de corrupción en la FIFA, en el que se vieron involucrados Rafael Leonardo Callejas y Alfredo Hawit, expresidentes de dicho organismo.